# Бечоко
Бечоко (англ. Behchokǫ̀ [ˌbɛtʃoʊˈkoʊ], с догриб — «место Бечо») — город в Северо-Невольничьем регионе Северо-Западных территорий, Канада. Город расположен у трассы Йеллоунайф (также известной, как Большая Невольничья трасса), на северо-западном берегу Большого Невольничьего озера, примерно в 110 километрах севернее Йеллоунайфа.

## История
Северное побережье Большого Невольничьего озера традиционное место обитания для народов тличо и северных дене. Исследователь Самюэль Хирн стал первым европейцем, который встретил представителей народа тличо, находясь севернее Большого Невольничьего озера в 1772 году. Позже, в 1789 году Александр Маккензи торговал на каноэ, находясь в непосредственной близости от территории тличо, с племенем йеллоунайф, представителями канадских индейцев, также занимавших северное побережье озера.
Первый торговый пост в этом регионе был основан в 1789 году у залива Йеллоунайф Северо-Западной компанией; этот пост известен как Олд-Форт-Провиденс. Он приносил пользу и народу йеллоунайф, и народу тличо, но не являлся крупным торговым центром и был закрыт в 1823 году. После закрытия Олд-Провиденс-Бэй дене приходилось идти на южное побережье озера, чтобы торговать с Компанией Гудзонова залива, у которой в устье Невольничьей реки был пост Форт-Резольюшн. Исторически дене и йеллоунайф враждовали, и вожди племён (Эдзо и Акаитчо соответственно) к 1830 году заключили мир. После заключения мира дене были вновь допущены на свои земли.

Форт-Рэй впервые был создан на крупном полуострове на северном побережье Большого Невольничьего озера в 1852 году и использовался в качестве места зимовки компанией Гудзонова залива. Он был назван по имени шотландца, исследователя Джона Рэя, который был в числе экспедиционного корпуса в Арктике, члены которого искали останки сэра Джона Франклина. Форт-Рэй стал важным торговым постом для дене. В начале XX века на эту территорию проникли другие торговцы, не из компании Гудзонова залива. Эд Нэгл и Джек Хислоп открыли новый торговый пост в самой северной точке озера, в месте впадения Лейк-Мариан в Большое Невольничье. Поскольку новый торговый пост был гораздо ближе ко многим дене, он стал основным местом торговли для этого племени. Это вынудило Компанию отказаться от Форта-Рэй и основать новый, недалеко от торгового поста Нэгла и Хислопа.
Население постоянно росло и со временем правительство признало Форт-Рэй непригодным к дальнейшему расширению. В 1950-х годах было объявлено о скором начале строительства нового поселения на более благоприятной местности, поскольку к имеющимся проблемам добавилось загрязнение отходами источников питьевой воды. Новое поселение получило название Эдзо и было расположено в 24 километрах от Форт-Рэй. Большая часть дене, однако, отказалась переезжать с уже обжитых земель, потому поселения Рэй (62°49′43″ с. ш. 116°03′08″ з. д.) и Эдзо (62°46′30″ с. ш. 116°02′26″ з. д.) стали двумя отдельными населёнными пунктами, объединёнными административно (Рэй-Эдзо). 4 августа 2005 года Рэй-Эдзо был переименован в Бечоко. Прежнее название было связано с одним из выдающихся вождей племени дене — Эдзо.
В Бечоко находится крупнейшая община народа дене в Канаде. Считается, что именно в Бечоко было создано правительство тличо.
В Бечоко остро проявляется проблема с жильём. Текущее жильё находится, в большинстве случаев, в аварийном состоянии, население Бечоко арендует жильё, но не может своевременно оплачивать аренду из-за довольно высоких цен.

## Демография
По результатам переписи населения 2016 года в городе было зарегистрировано 1874 жителя, что на 2,7 % ниже результатов предыдущей переписи 2011 года. Большая часть населения города — коренные народы Канады (1695 человек). В 2012 году правительство Северо-Западных территорий сообщило, что население города 2227 человек.

## Транспорт
Главная улица Бечоко — Донда тили — связано с трассой Йеллоунайф, которое проходит через Форт-Провиденс и далее в Южную Канаду. В зимние месяцы доступны зимники, по которым поддерживается сообщение с более северными и западными землями, в частности, с общинами гамети, веквеети и вати.
Ближайший крупный аэропорт — аэропорт Йеллоунайф — находится в часе езды к востоку от Бечоко. В непосредственной близости от города находится частный аэропорт Рэй-Эдзо.